# Puig Sec (Molló)
El Puig Sec és una muntanya de 1.638 metres situada en el límit entre el terme comunal de Prats de Molló i la Presta, de la comarca del Vallespir, a la Catalunya del Nord i el municipal de Molló, de la comarca del Ripollès.
Es troba a la zona meridional del terme de Prats i Molló i la Presta, i a la septentrional del de Molló. És al nord-est del Coll de les Basses de Fabert i a llevant del Puig de la Clapa.